# Ergotamin
Ergotamin je vrsta tvari koja se može uporabiti za izradu droga ("prekursor"). Uvršten je u Hrvatskoj na temelju Zakona o suzbijanju zlouporabe droga na Popis tvari koje se mogu uporabiti za izradu droga - Europski klasifikacijski sustav ovisno o mogućnostima zlouporabe, Službeni list Europske unije od 18. veljače 2004. Kemijsko ime po CAS-u je (ergotaman-3’,6’,18’-trione,12’-hydroxy-2’-methyl-5’-(phenylmethyl)-,(5)), KN oznaka je 2939 62 00, CAS-ov broj je 113-15-5.